# Вільтен

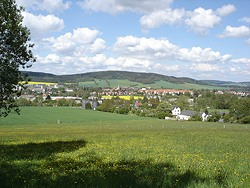
Вид на Вільтен

Вільтен (нім. Wilthen) або В'ялечин (в.-луж. Wjelećin) — місто у Німеччині, у землі Саксонія. Підпорядковане адміністративному округу Дрезден. Входить до складу району Баутцен. Населення — 5 523 особи (на 31 грудня 2010). Площа — 17,06 км². Офіційний код — 14 2 72 390.
Місто поділяється на 3 міських райони.
У місті розташований відома коньячна фабрика, вона є найбільшим роботодавцем міста.